# Dimension d'Assouad

Dimension d'Assouad sur le triangle de Sierpiński. Pour R=2 et r=1, donc la dimension peut être comme la dimension Hausdorff.

En mathématiques, et plus précisément en géométrie fractale, la dimension d'Assouad est une définition de la dimension fractale pour les sous-ensembles d'un espace métrique. Il a été introduit par Patrice Assouad dans sa Thèse de doctorat en 1977 et publié plus tard en 1979. Elle a été défini plus tôt par Georges Bouligand (1928). En plus d'être utilisée pour étudier les fractales, la dimension d'Assouad a également été utilisée pour étudier les applications quasi-conformes et les problèmes de plongement.

## Définition
« La dimension d'Assouad de {\displaystyle X,d_{A}(X)}, est l'infinimum des {\displaystyle s} tels que {\displaystyle (X,\varsigma )} est {\displaystyle (M,s)}-homogène pour un certain {\displaystyle M\geq 1}. »

Soit {\displaystyle (X,d)} un espace métrique, et soit {\displaystyle E} être un sous-ensemble non vide de {\displaystyle X} . Pour {\displaystyle r>0}, soit {\displaystyle N_{r}(E)} le plus petit nombre de boules ouvertes métriques de rayon inférieur ou égal à r avec lequel il est possible de recouvrir {\displaystyle E}. La dimension d'Assouad de {\displaystyle E} est défini comme l'infinumum {\displaystyle \alpha \geq 0} pour laquelle il existe des constantes positives {\displaystyle C} et {\displaystyle \rho } de sorte que, si
{\displaystyle 0<r<R\leq \rho ,}
on ait :
{\displaystyle \sup _{x\in E}N_{r}(B_{R}(x)\cap E)\leq C\left({\frac {R}{r}}\right)^{\alpha }.}
L'intuition sous-jacente à cette définition est que, pour un ensemble E de dimension entière "ordinaire" n, le nombre de petites boules de rayon r nécessaires pour couvrir l'intersection d'une plus grande boule de rayon R avec E sera comme (R/r ) n .